# Miraumont
Miraumont é uma comuna francesa na região administrativa de Altos da França, no departamento de Somme. Estende-se por uma área de 13,96 km². Em 2010 a comuna tinha 670 habitantes (densidade: 48 hab./km²).